# SSpec
Als sSpec wird ein vom Halbleiterhersteller Intel verwendetes, meist fünfstelliges, selten auch vierstelliges Kürzel aus Buchstaben und Ziffern bezeichnet, anhand dessen man Bauart, Modell und Variante eines von Intel hergestellten Halbleiter-Bauteils (siehe auch: Integrierter Schaltkreis) eindeutig identifizieren kann. Die Abkürzung steht für englisch sample specification, was übersetzt so viel bedeutet wie „Baumuster-Ausführung“. In seltenen Fällen dient das Kürzel als Unterscheidungsmerkmal zwischen zwei verschiedenen Mikroprozessormodellen mit demselben Namen.
Eine einheitliche Schreibweise für die Abkürzung wird selbst in offiziellen Dokumenten von Intel nicht durchgehalten. Die bei Intel gebräuchlichen Schreibweisen sind: sSpec, s-Spec, S-Spec, s-spec und S-spec.

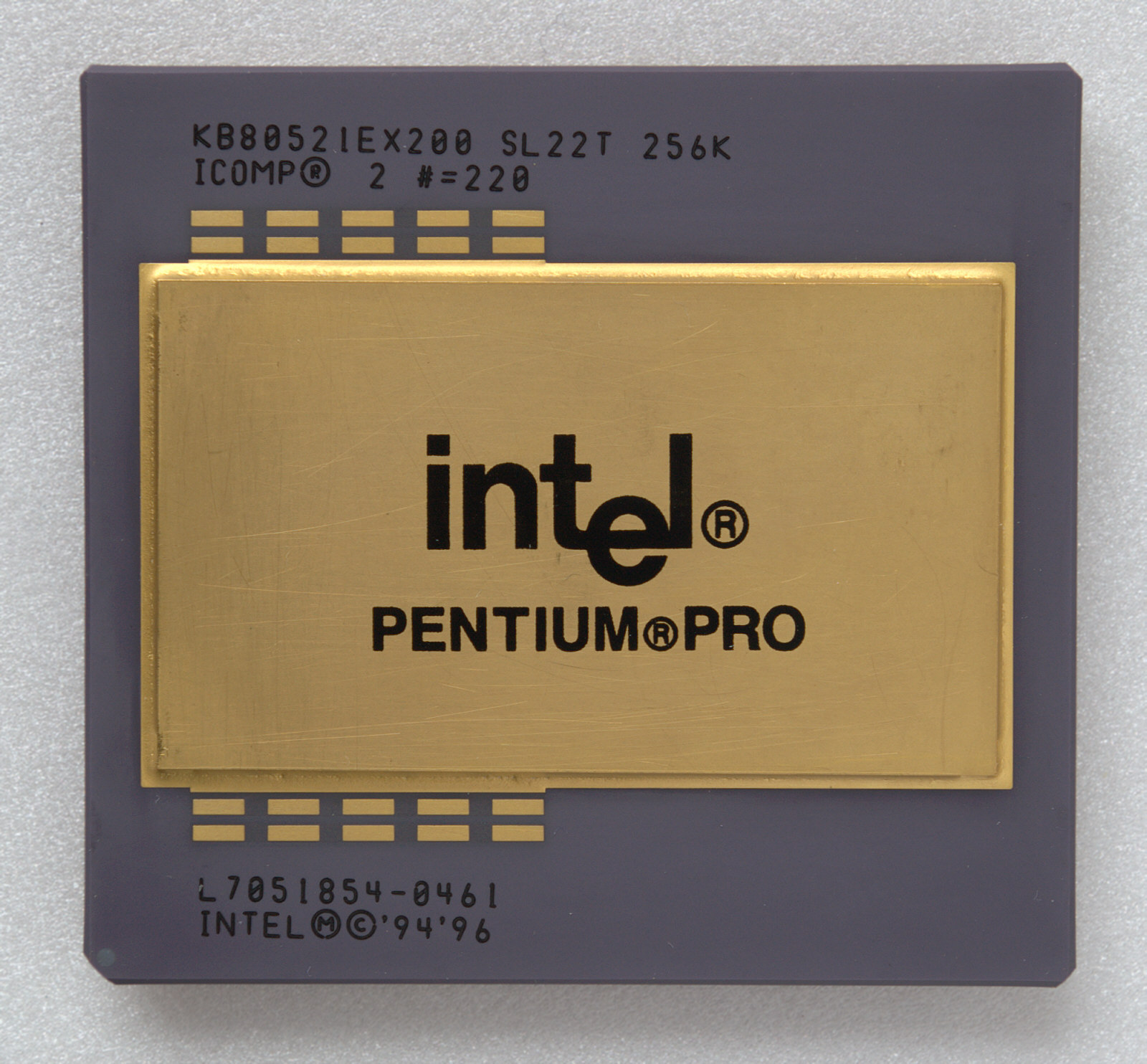
Pentium Pro mit sSpec SL22T
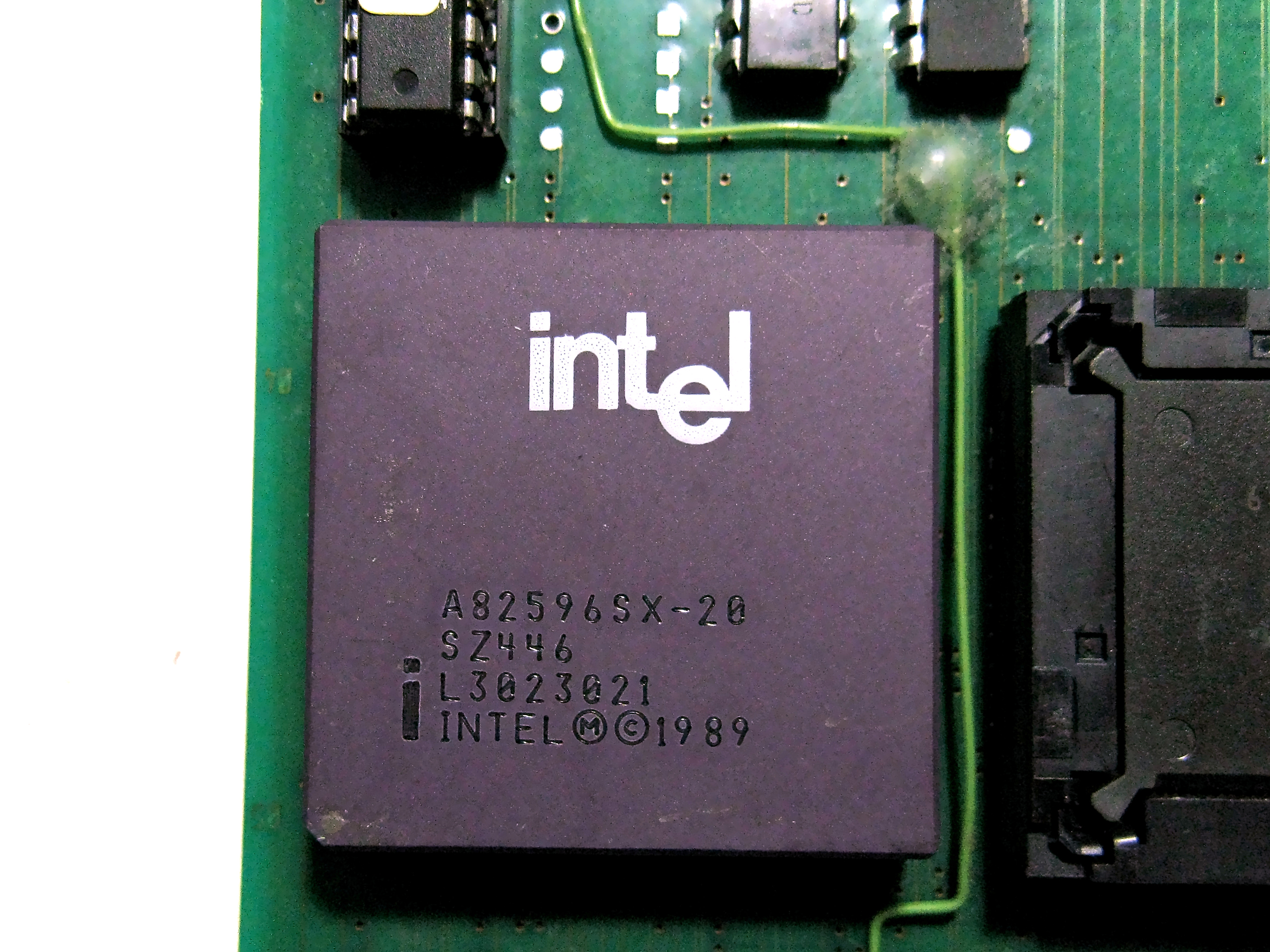
Netzwerk-Coprozessor mit sSpec SZ446
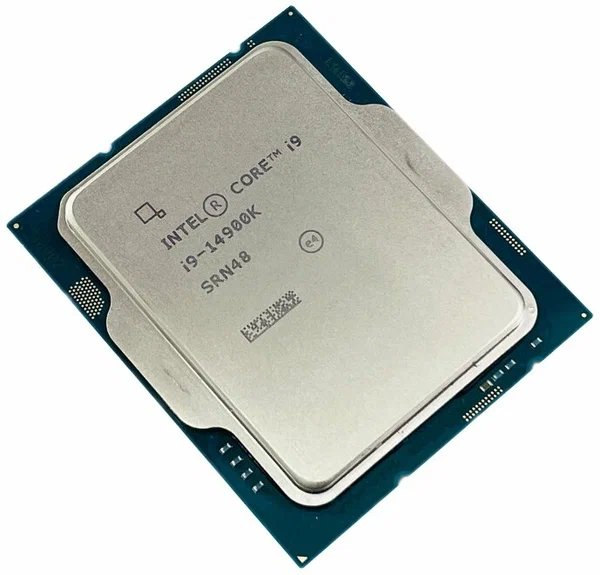
Intel Core i9 mit sSpec SRN48
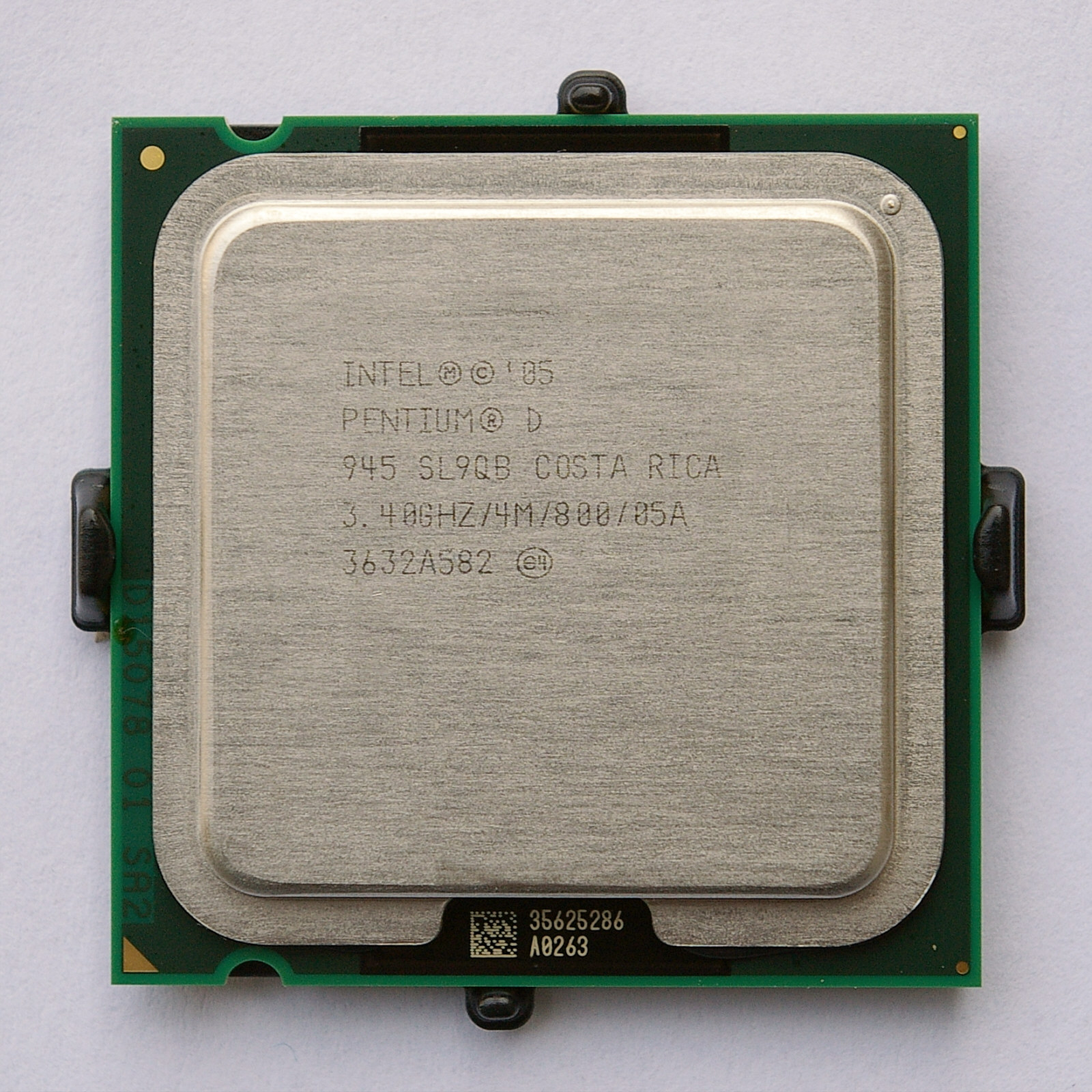
Intel Pentium D 945 mit sSpec SL9QB …
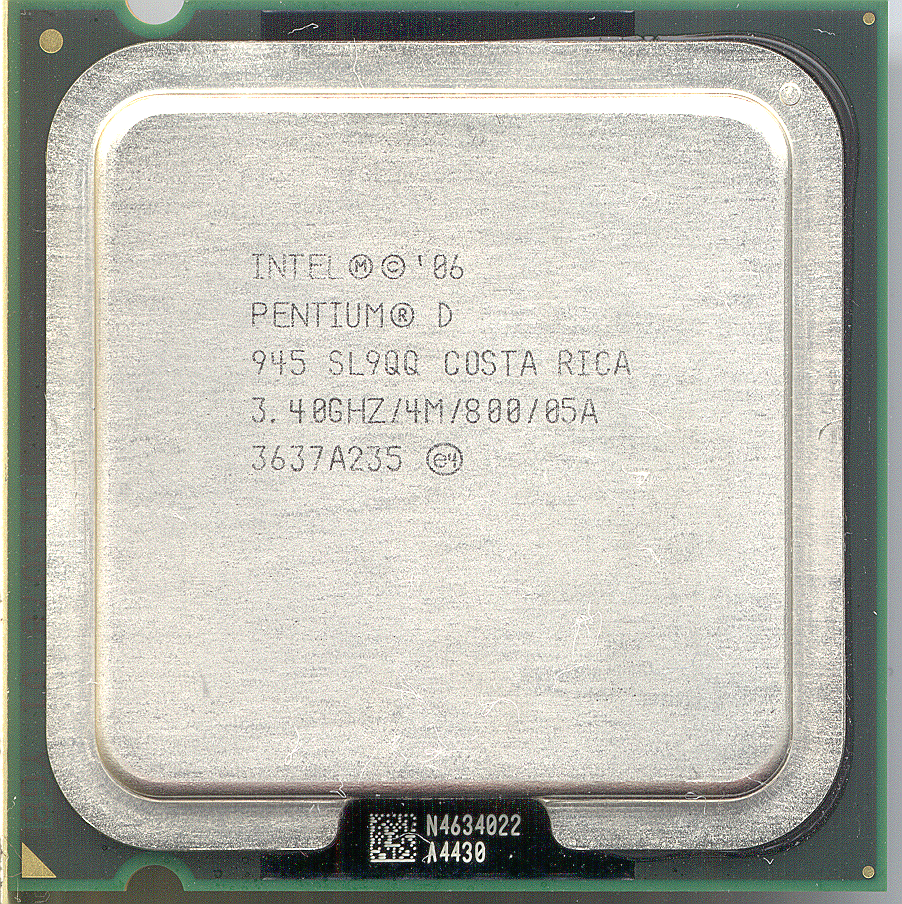
… und SL9QQ

## qSpec
Analog zu den auf dem Markt erwerbbaren Intel-CPUs gibt es auch sogenannte Engineering Samples. Diese werden nicht mit einer sSpec, sondern mit einer qSpec versehen, die ein führendes Q statt eines S aufweist und nur vierstellig ist.

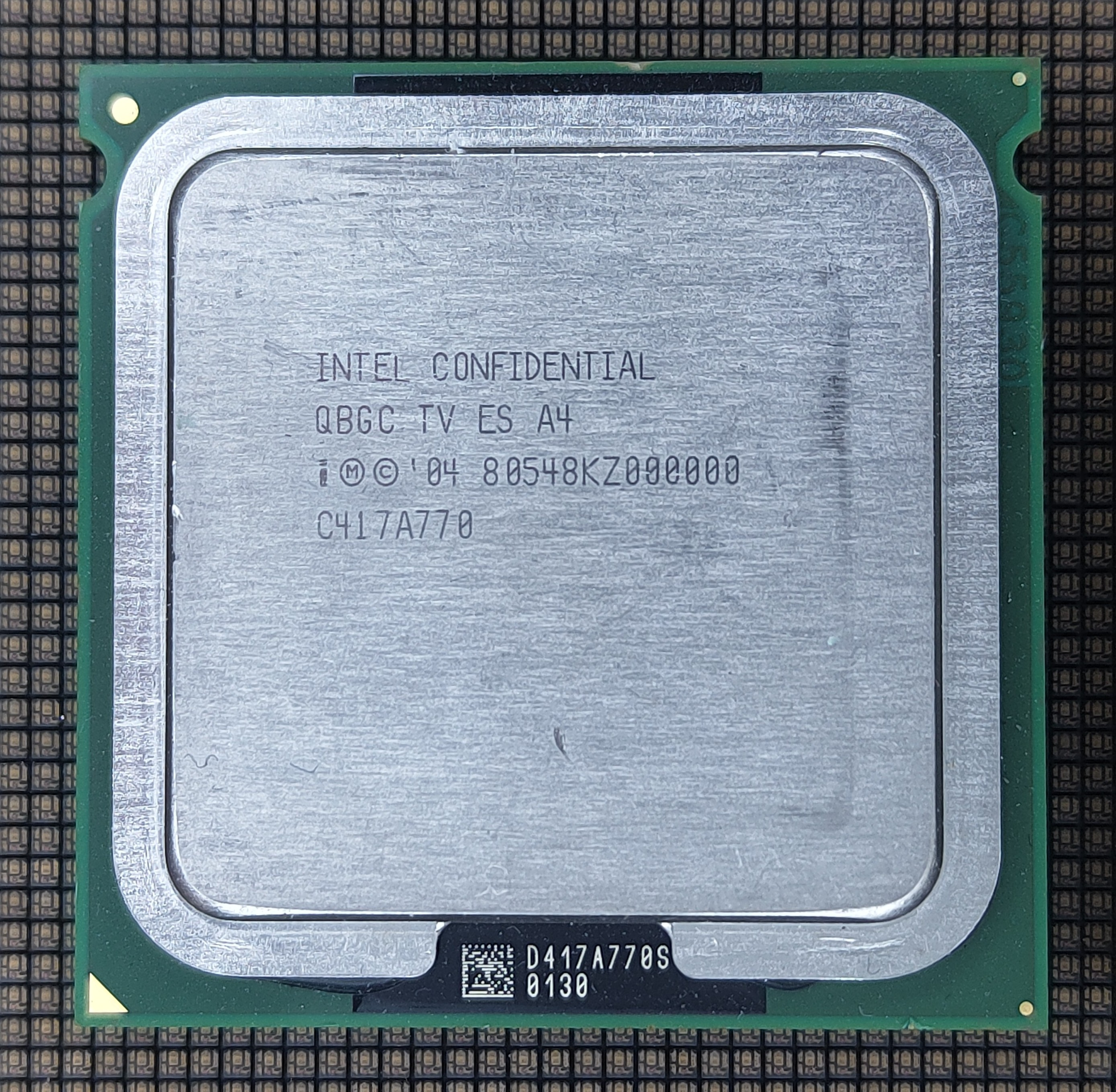
Intel Xeon-CPU mit qSpec QBGC
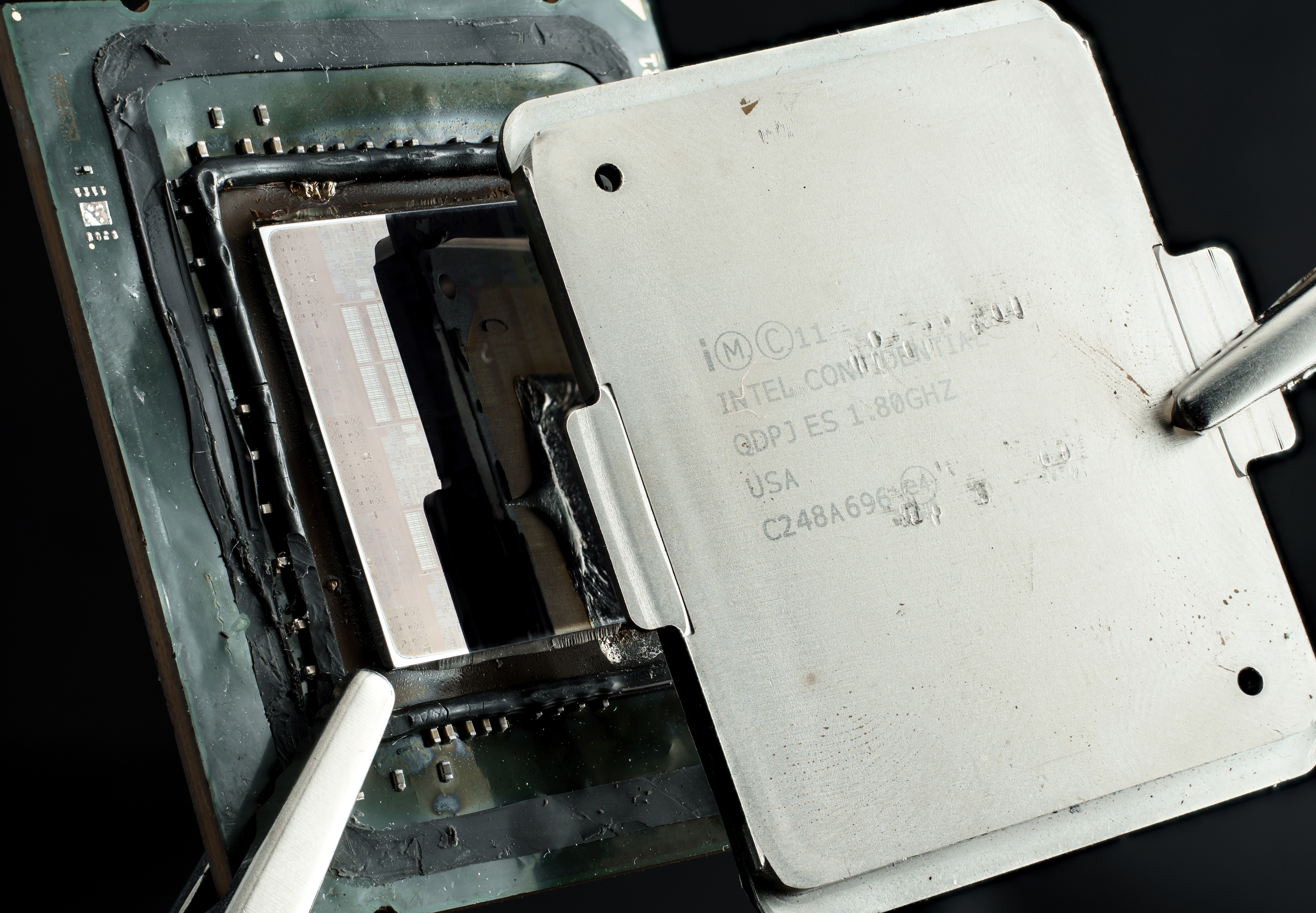
Sandy Bridge-CPU mit qSpec QDPJ
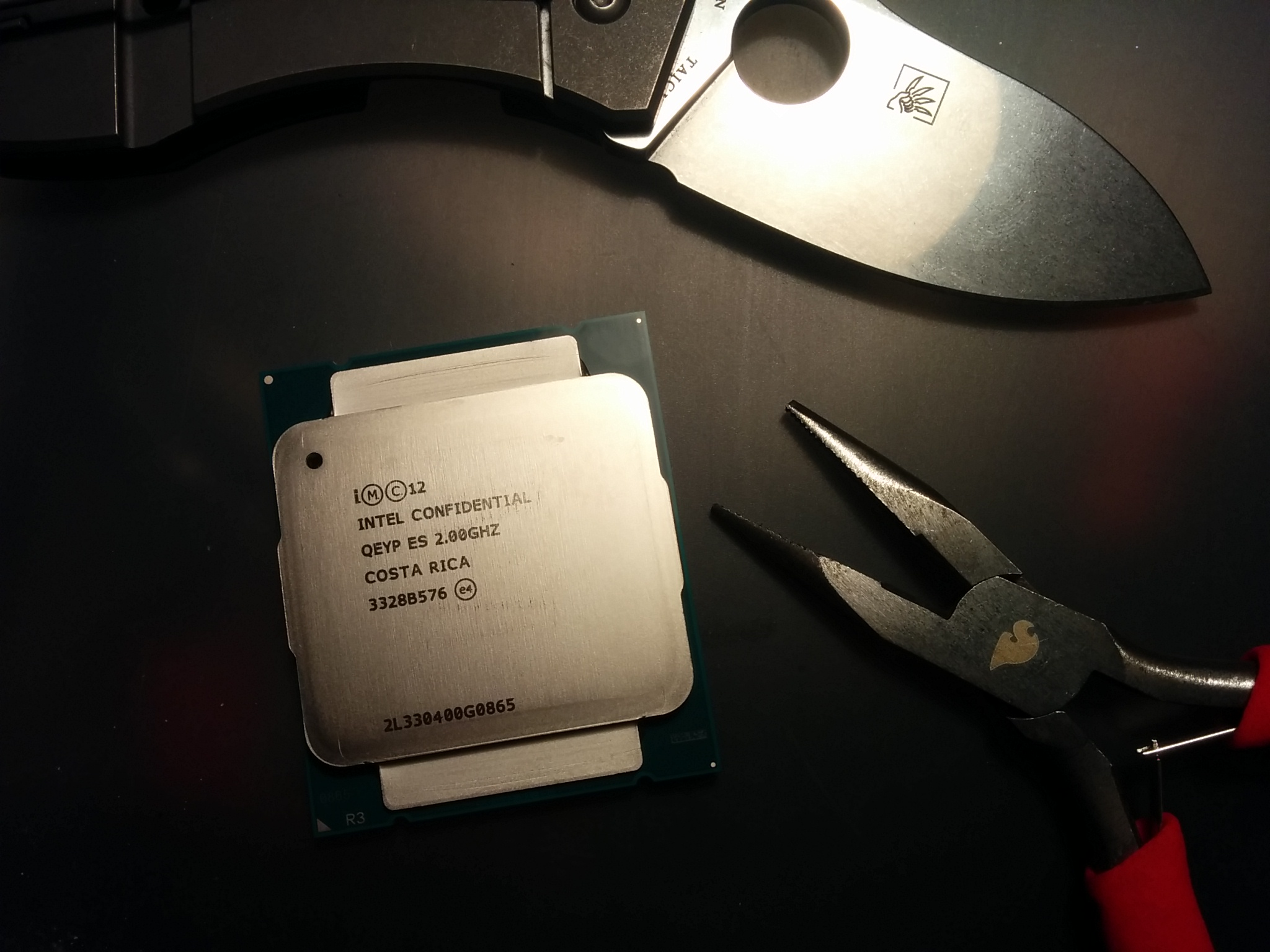
Intel Xeon-CPU mit qSpec QEYP
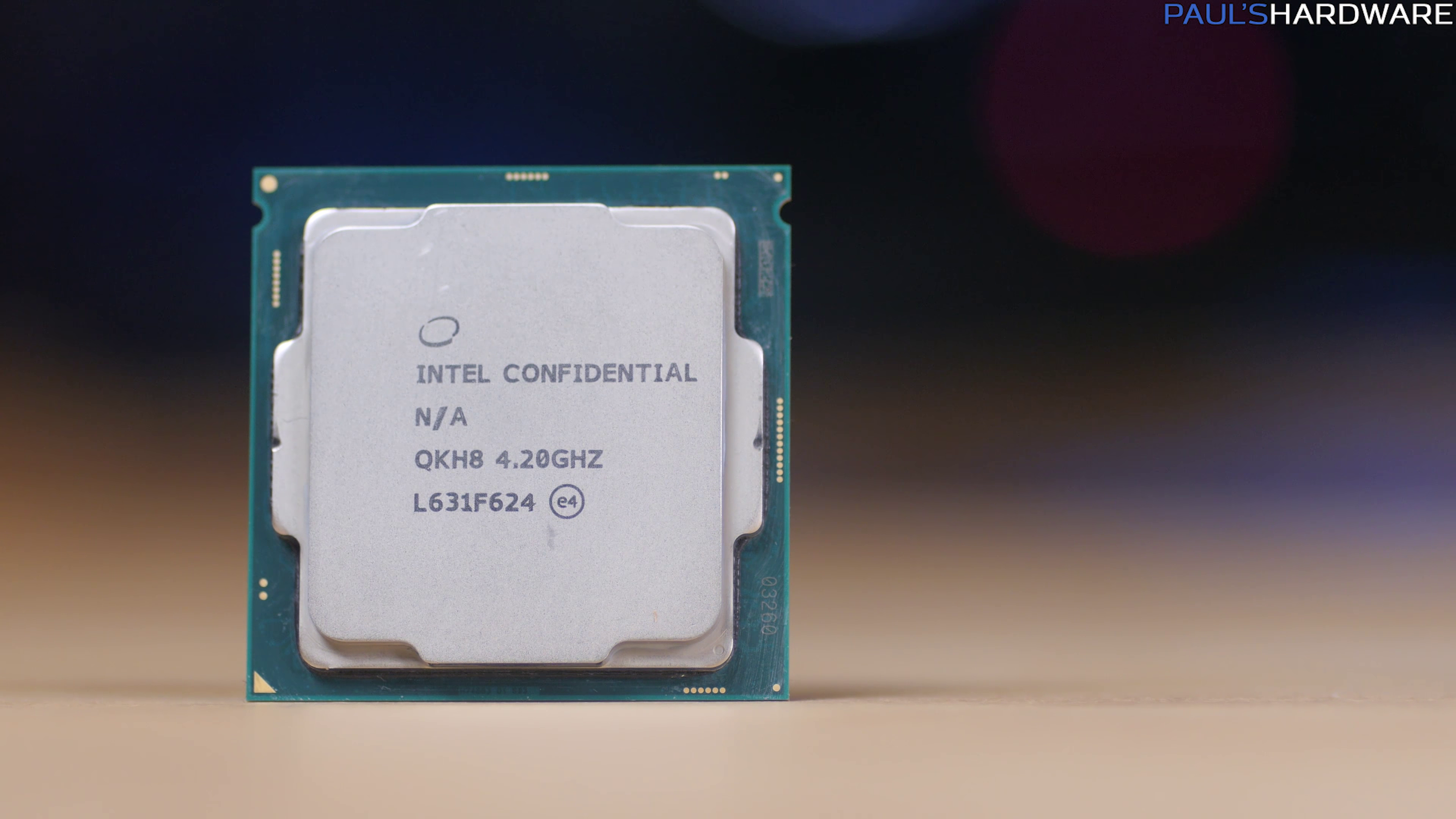
Intel-CPU mit qSpec QKH8; späterer Intel Core i7-7700K